# Campeonato Sudamericano de Fútbol Sub-17 de 2005
El Campeonato Sudamericano Sub-17 de 2005 fue un campeonato de fútbol celebrado en Venezuela, entre el 1 y el 17 de abril del 2005. La selección de Brasil finalmente se consagró campeona del torneo y consiguió, junto con Uruguay, los pasajes al mundial de la categoría que se realizó en Perú.
La sede del torneo fue la ciudad de Maracaibo.

## Participantes
Participaron las diez selecciones nacionales de fútbol afiliadas a la Conmebol:
| Equipos participantes | Equipos participantes | Equipos participantes | Equipos participantes | Equipos participantes |
| --------------------- | --------------------- | --------------------- | --------------------- | --------------------- |
| Argentina             | Bolivia               | Brasil                | Chile                 | Colombia              |
| Ecuador               | Paraguay              | Perú                  | Uruguay               | Venezuela             |

## Sedes
| Maracaibo                       | Maracaibo |
| ------------------------------- | --------- |
| Estadio José Encarnación Romero | Maracaibo |
| Capacidad: 40 000               | Maracaibo |
|                                 | Maracaibo |

## Primera fase
Los 10 equipos participantes en la primera ronda se dividieron en 2 grupos de 5 equipos cada uno. Luego de una liguilla simple (a una sola rueda de partidos), pasaron a segunda ronda los equipos que ocuparon las posiciones primera y segunda de cada grupo.

### Grupo A
| Equipo    | Pts | PJ | PG | PE | PP | GF | GC | Dif |
| --------- | --- | -- | -- | -- | -- | -- | -- | --- |
| Brasil    | 9   | 4  | 3  | 0  | 1  | 18 | 7  | 11  |
| Ecuador   | 9   | 4  | 3  | 0  | 1  | 12 | 8  | 4   |
| Paraguay  | 9   | 4  | 3  | 0  | 1  | 12 | 8  | 4   |
| Bolivia   | 3   | 4  | 1  | 0  | 3  | 8  | 14 | -6  |
| Venezuela | 0   | 4  | 0  | 0  | 4  | 5  | 18 | -13 |

| 1 de abril de 2005 | Bolivia                                | 2:4(0:4) | Brasil                                    | Estadio José Encarnación Romero, Maracaibo |  |
|                    | Franklin Guzmán 68' · Antonio Vaca 74' |          | Anderson 8', 38' · Igor 14' · Marcelo 42' |                                            |  |

| 1 de abril de 2005 | Venezuela               | 1:3(0:2) | Paraguay                                 | Estadio José Encarnación Romero, Maracaibo |  |
|                    | Leonardo Colmenares 73' |          | Javier Acuña 12', 79' · Maximo Ortiz 34' |                                            |  |

| 3 de abril de 2005 | Paraguay           | 1:3(1:2) | Ecuador                                                      | Estadio José Encarnación Romero, Maracaibo |  |
|                    | Germán Segovia 25' |          | Felipe Caicedo 11' · Mike Rodríguez 43' · Jonathan Monar 89' |                                            |  |

| 3 de abril de 2005 | Venezuela                            | 2:3(0:2) | Bolivia                                        | Estadio José Encarnación Romero, Maracaibo |  |
|                    | Héctor García 73' · Tomás Rincón 70' |          | Raimundo Barboza 24', 45' · Antonio Vaca 90+2' |                                            |  |

| 5 de abril de 2005 | Paraguay                                                            | 5:2(4:2) | Bolivia                                 | Estadio José Encarnación Romero, Maracaibo |  |
|                    | Germán Segovia 5' p · Javier Acuña 11', 23', 48' · José Montiel 14' |          | Raimundo Barboza 20' · Nery Bareiro 43' |                                            |  |

| 5 de abril de 2005 | Brasil                                             | 5:1(3:0) | Ecuador            | Estadio José Encarnación Romero, Maracaibo |  |
|                    | Kerlon Moura 9', 22', 54' · Marcelo 41' · Igor 66' |          | Christian Ruiz 80' |                                            |  |

| 7 de abril de 2005 | Bolivia           | 1:3(1:3) | Ecuador                                                    | Estadio José Encarnación Romero, Maracaibo |  |
|                    | Gustavo Pinedo 8' |          | Raúl Canelos 20' · Mike Rodríguez 25' · Felipe Caicedo 41' |                                            |  |

| 7 de abril de 2005 | Venezuela           | 1:7(0:5) | Brasil                                                                                                  | Estadio José Encarnación Romero, Maracaibo |  |
|                    | Hermes Palomino 55' |          | Anderson 20' · Ramón Moreira 25' · Kerlon Moura 33', 37', 70' · Marcelo 44' · Ricardo Alves Pereira 86' |                                            |  |

| 9 de abril de 2005 | Paraguay                                     | 3:2(1:1) | Brasil                           | Estadio José Encarnación Romero, Maracaibo |  |
|                    | Herman Segovia 23' · José Montiel 73', 90+3' |          | Anderson 33' · Ramón Moreira 60' |                                            |  |

| 9 de abril de 2005 | Venezuela               | 1:5(1:1) | Ecuador                                                                                  | Estadio José Encarnación Romero, Maracaibo |  |
|                    | Leonardo Colmenares 39' |          | Gabriel Rengifo 19' · Francisco Muñoz 58', 74' · Felipe Caicedo 70' · Jonathan Monar 90' |                                            |  |

### Grupo B
| Equipo    | Pts | PJ | PG | PE | PP | GF | GC | Dif |
| --------- | --- | -- | -- | -- | -- | -- | -- | --- |
| Uruguay   | 9   | 4  | 3  | 0  | 1  | 8  | 1  | 7   |
| Colombia  | 7   | 4  | 2  | 1  | 1  | 4  | 2  | 2   |
| Chile     | 6   | 4  | 2  | 0  | 2  | 6  | 7  | -1  |
| Argentina | 4   | 4  | 1  | 1  | 2  | 6  | 7  | -1  |
| Perú      | 3   | 4  | 1  | 0  | 3  | 5  | 12 | -7  |

| 2 de abril de 2005 | Chile               | 1:0(0:0) | Colombia | Estadio José Encarnación Romero, Maracaibo |  |
|                    | Cristian Abarca 67' |          |          |                                            |  |

| 2 de abril de 2005 | Uruguay             | 1:0(0:0) | Argentina | Estadio José Encarnación Romero, Maracaibo |  |
|                    | Diego Arismendi 51' |          |           |                                            |  |

| 4 de abril de 2005 | Colombia              | 1:0(1:0) | Uruguay | Estadio José Encarnación Romero, Maracaibo |  |
|                    | Gary Kagelmacher] 39' |          |         |                                            |  |

| 4 de abril de 2005 | Chile                                       | 3:0(1:0) | Perú | Estadio José Encarnación Romero, Maracaibo |  |
|                    | Rodrigo Tapia 42' · Alexis Sánchez 81', 89' |          |      |                                            |  |

| 6 de abril de 2005 | Argentina                                             | 3:2(3:0) | Chile                             | Estadio José Encarnación Romero, Maracaibo |  |
|                    | Nicolás Dul 3' · Juan Antonio 27' · Mauro Formica 32' |          | Carlos Rivera 49' (pen) 78' (pen) |                                            |  |

| 6 de abril de 2005 | Perú                       | 1:3(0:0) | Colombia                                                   | Estadio José Encarnación Romero, Maracaibo |  |
|                    | Daniel Chávez Castillo 22' |          | Winston Girón 60' · Jairo Palomino 62' · Diego Causado 81' |                                            |  |

| 8 de abril de 2005 | Uruguay                                                 | 3:0(1:0) | Perú | Estadio José Encarnación Romero, Maracaibo |  |
|                    | Enzo Scorza 4' · Marcel Román 62' · Diego Arismendi 74' |          |      |                                            |  |

| 8 de abril de 2005 | Argentina | 0:0' | Colombia | Estadio José Encarnación Romero, Maracaibo |  |

| 10 de abril de 2005 | Uruguay                                                                                 | 4:0(1:0) | Chile | Estadio José Encarnación Romero, Maracaibo |  |
|                     | Diego Arismendi 11' · Elías Figueroa 52' (pen) · Marcel Román 67' · Emiliano Alfaro 68' |          |       |                                            |  |

| 10 de abril de 2005 | Perú                                                                      | 4:3(0:0) | Argentina                                          | Estadio José Encarnación Romero, Maracaibo |  |
|                     | Carlos Flores 54', 81' · Claudio Mendoza 64' · Daniel Chávez Castillo 71' |          | Alejandro Darío Gómez 17', 89' · Mauro Formica 40' |                                            |  |

## Fase final
La ronda final se disputó con el mismo sistema de juego de todos contra todos por los cuatro equipos clasificados de la primera ronda.
| Equipo   | Pts | PJ | PG | PE | PP | GF | GC | Dif |
| -------- | --- | -- | -- | -- | -- | -- | -- | --- |
| Brasil   | 7   | 3  | 2  | 1  | 0  | 9  | 4  | 5   |
| Uruguay  | 7   | 3  | 2  | 1  | 0  | 7  | 4  | 3   |
| Ecuador  | 3   | 3  | 1  | 0  | 2  | 5  | 9  | -4  |
| Colombia | 0   | 3  | 0  | 0  | 3  | 2  | 6  | -4  |

| 13 de abril de 2005 | Uruguay                                                              | 4:2(1:0) | Ecuador                                         | Estadio José Encarnación Romero, Maracaibo |  |
|                     | Elías Figueroa 41' 54' (pen) · Anthony Paz 48' · Diego Arismendi 52' |          | Felipe Caicedo 60' · Fernando Ogonaga 82' (pen) |                                            |  |

| 13 de abril de 2005 | Brasil                                     | 3:1(1:1) | Colombia          | Estadio José Encarnación Romero, Maracaibo |  |
|                     | Kerlon 39' · Alvaro León 56' · Roberto 79' |          | Winston Girón 30' |                                            |  |

| 15 de abril de 2005 | Brasil                                   | 4:1(1:0) | Ecuador                | Estadio José Encarnación Romero, Maracaibo |  |
|                     | Ramón 44', 59' · igor 50' · Anderson 61' |          | Jefferson Villacís 71' |                                            |  |

| 15 de abril de 2005 | Uruguay            | 1:0(1:0) | Colombia | Estadio José Encarnación Romero, Maracaibo |  |
|                     | Elías Figueroa 30' |          |          |                                            |  |

| 17 de abril de 2005 | Colombia          | 1:2(1:0) | Ecuador                                | Estadio José Encarnación Romero, Maracaibo |  |
|                     | Diego Causado 41' |          | Gabriel Renjifo 47' · Raúl Canelós 68' |                                            |  |

| 17 de abril de 2005 | Brasil                 | 2:2(1:1) | Uruguay                | Estadio José Encarnación Romero, Maracaibo |  |
|                     | Ramón 43' · Kerlon 54' |          | Elías Figueroa 8', 77' |                                            |  |

|                           |
| Bandera de Brasil         |
| Campeón Brasil 7.º título |

## Cuadro General 2005
|    | Selección | Pts. | PJ | PG | PE | PP | GF | GC | Dif. |
| 1  | Brasil    | 16   | 7  | 5  | 1  | 1  | 27 | 11 | 16   |
| 2  | Uruguay   | 16   | 7  | 5  | 1  | 1  | 15 | 5  | 10   |
| 3  | Ecuador   | 12   | 7  | 4  | 0  | 3  | 17 | 17 | 0    |
| 4  | Colombia  | 7    | 7  | 2  | 1  | 4  | 6  | 8  | -2   |
| 5  | Paraguay  | 9    | 4  | 3  | 0  | 1  | 12 | 8  | 4    |
| 6  | Chile     | 6    | 4  | 2  | 0  | 2  | 6  | 7  | -1   |
| 7  | Argentina | 4    | 4  | 1  | 1  | 2  | 6  | 7  | -1   |
| 8  | Bolivia   | 3    | 4  | 1  | 0  | 3  | 8  | 14 | -6   |
| 9  | Perú      | 3    | 4  | 1  | 0  | 3  | 5  | 12 | -7   |
| 10 | Venezuela | 0    | 4  | 0  | 0  | 4  | 5  | 18 | -13  |

## Clasificados al Mundial Sub-17 Perú 2005
| Brasil | Uruguay |
| ------ | ------- |